# Carl Reinhold Ranft
Carl Reinhold Ranft, född 1820, död 9 december 1877 i Stockholm, var en svensk litograf.
Han var son till källarmästaren Johan Reinhold Ranft. Han var verksam som litograf och i tecknare Stockholm. Han gav 1864 anonymt ut häftet Skrattalbum som var försett med egna illustrationer. Han lär även ha givit ut en bok under namnet Götha Canal och dess omgifningar. Lithographierade och utgifne på 1840-talet men boken finns ej upptagen i Kungliga bibliotekets register.